# 謫仙記 (小說集)
《謫仙記》（英語：Gone To Earth）是台灣文星書店於1967年出版的白先勇短篇小說集，收錄了1959年至1965年白先勇發表的十篇短篇小說。此書封面有「文星叢刊 258」的叢書編號，書中共有十二篇文章，當中包括歐陽子的〈序〉、白先勇的十篇短篇小說及王文興的〈後記〉，全書210頁。

## 背景
1967年的《謫仙記》是白先勇最早出版的「第一本書」，由於當時白先勇人在美國，所以由這書由歐陽子寫序，王文興後記，兩位作家都是白先勇台大外文系的同班同學，曾經在大學一起辦雜誌。這小說集由李敖主編時的文星書店出版，因當時是台灣的「戒嚴時期」，文星書店受到國民黨政府壓迫，被逼於1968年4月1日停業。文星關門後，旗下版權因此四散，暢銷的作品因而未經作者同意便流落在「大林」、「水牛」等出版社裡，當中包括白先勇、張曉風、梁實秋、黃春明等人作品。

## 內容
這本小說集，有歐陽子寫的〈序〉及王文興寫的〈後記〉。
| 作品                  | 發表年份 | 發表刊物            |
| 歐陽子女士序 — 歐陽子 |          |                     |
| 《我們看菊花去》      | 1959年   | 《文學雜誌》五卷5期 |
| 《玉卿嫂》            | 1960年   | 《現代文學》第1期   |
| 《寂寞的十七歲》      | 1961年   | 《現代文學》第11期  |
| 《那晚的月光》        | 1962年   | 《現代文學》第12期  |
| 《上摩天樓去》        | 1964年   | 《現代文學》第20期  |
| 《香港——一九六〇》    | 1964年   | 《現代文學》第21期  |
| 《安樂鄉的一日》      | 1964年   | 《現代文學》第22期  |
| 《火島之行》          | 1965年   | 《現代文學》第23期  |
| 《永遠的尹雪豔》      | 1965年   | 《現代文學》第24期  |
| 《謫仙記》            | 1965年   | 《現代文學》第25期  |
| 後記 — 王文興         |          |                     |